# 127-й отдельный батальон связи
127-й отдельный батальон связи — воинское подразделение в вооружённых силах СССР во время Великой Отечественной войны. Во время ВОВ существовало два батальона связи с номером 127

## 127-й отдельный батальон связи 11-го стрелкового корпуса
Являлся корпусным батальоном связи 11-го стрелкового Прикарпатского Кранознамённого корпуса, повторил его боевой путь.
Сформирован в октябре 1942 года на Закавказском фронте.
В составе действующей армии с 13 октября 1942 по 19 ноября 1943 года и с 30 ноября 1943 года по 9 мая 1945 года.

## 127-й отдельный батальон связи 21-го механизированного корпуса
Сформирован летом 1940 года.
Являлся корпусным батальоном связи 21-го механизированного корпуса, повторил его боевой путь (Псковская область)
В составе действующей армии с 27 июня 1941 по 30 августа 1941 года.